# Ballarina (escultura)
La ballarina és una escultura de bronze prehistòrica del 2500 ae aproximadament. Trobada a la Vall de l'Indus de Mohenjo-Daro (en l'actualitat Pakistan), una de les primeres ciutats d'aquesta civilització. L'estatueta fa 10,5 cm i representa una dona dempeus, de silueta estilitzada amb actitud confiada i una posa natural. Fou descoberta per l'arqueòleg britànic Ernest J. H. Mackay al 1926, abans de la partició de l'Índia. Es troba al Museu Nacional de Nova Delhi i la seua propietat està en disputa amb Pakistan.

## Descripció
Fa 5 cm d'ample i té aproximadament 3.000 anys d'antiguitat. Fou trobada a l'"àrea HR" de Mohenjo-Daro. Malgrat ser-hi dempeus, se l'anomenà Ballarina, suposant-li aquesta professió. És una de les dues obres d'art en bronze trobades a Mohenjo-Daro que mostren característiques més flexibles, en comparança a altres poses més formals. La nena o dona està nua, duu braçalets i un collaret, i es mostra en una posició natural amb el braç dret flexionat i una mà recolzada al maluc. Es distingeixen de 24 a 25 braçalets al braç esquerre i 4 al dret. També porta algun objecte a la mà esquerra, que descansa a la cuixa; tots dos braços són inusualment llargs. El braç ple de braçalets és semblant al de la dama Banjara. El collaret té tres grans peces penjant i duu el cabell recollit en una gran trossa que li cau per l'espatlla. Aquesta estàtua reflecteix l'estètica d'un cos femení, tal com es definia en aquest període històric.

## Interpretacions dels experts
Al 1973, l'arqueòleg Mortimer Wheeler la descrigué com la seua estatueta preferida.
John Marshall, un altre arqueòleg de Mohenjo-Daro, descrigué la figura com una nena, amb la mà al maluc en una postura una mica descarada, i les cames lleument avançades mentre marca el temps de la música amb cames i peus. Se sap que se sorprengué quan va veure aquesta estatueta per primera vegada, i afirmà que li costava creure que fos prehistòrica. L'arqueòleg Gregory Possehl descrigué la Ballarina com la peça d'art més captivadora de la Vall de l'Indus i afirmava que no es podia assegurar que fos una ballarina, però demostrava una actitud molt ferma.
L'estàtua revelà dues dades importants sobre la civilització: primer que coneixien la barreja de metalls, el fos i altres mètodes sofisticats, i en segon lloc que l'entreteniment, especialment la dansa, formava part de la seua cultura. La ballarina de bronze es creà usant la tècnica de fosa a la cera perduda i demostra l'experiència de les persones en la fabricació d'obres de bronze durant aquesta etapa de la història. L'estàtua s'exhibeix al Museu Nacional de Nova Delhi. Mackay trobà una estatueta de bronze semblant excavant entre 1930 i 1931 a l'àrea DK-G d'una casa a Mohenjo-Daro. La conservació, així com la qualitat de la figura, és inferior a la de la Ballarina. Aquesta segona figura femenina de bronze s'exhibeix al Museu de Karachi, Pakistan.
Un gravat en un fragment d'argila vermella, descobert a Bhirrana, una zona d'Harappa al districte de Fatehabad a Haryana (Índia), mostra una imatge que evoca la Ballarina. El director de l'equip d'excavació, L. S. Rao, comentà que el disseny de les línies del fragment és molt fidel a la postura, també la disposició de les mans de la figura de bronze. Sembla que l'artesà de Bhirrana la devia conéixer de primera mà.

## Reclam del Pakistan
Alguns polítics i experts pakistanesos han exigit que la Ballarina torne a Pakistan. Al 2016, l'advocat pakistanés Javed Iqbal Jaffery sol·licità al Tribunal Superior de Lahore la devolució de l'estàtua, al·legant que havia estat presa del Pakistan feia 60 anys a petició del Consell Nacional de les Arts de Delhi, però que mai va tornar. Segons ell, la Ballarina era per a Pakistan el que és la Mona Lisa de Da Vinci per a Europa.
Una altra versió dels fets, però, suggereix que l'estàtua fou portada per Mortimer Wheeler a Delhi abans de la partició.